# Walter Geisler (Sänger)
Walter Geisler (* 1913 in Oppeln; † 9. Juni 1979 in Berlin) war ein deutscher Opernsänger (Heldentenor).

## Leben
Walter Geisler begann seine Karriere 1938 am Stadttheater Greifswald, wurde aber im darauffolgenden Jahr in als Soldat eingezogen. 1940 kam er an das Theater von Brüx, 1943 ans damalige Stadttheater in Reichenberg (Liberec).
Nach Ende des Krieges nahm er seine Bühnentätigkeit 1947 am Stadttheater von Göttingen und 1948 am Staatstheater Wiesbaden und 1949 an der Hamburger Staatsoper auf. Zur gleichen Zeit wurde er an die Komische Oper Berlin engagiert, wo er den Max im Freischütz sang. Es folgten Gastspiele an der Städtischen Oper Berlin (1956–1961), dem Staatstheater Hannover (1956–1959) und dem Nationaltheater Mannheim (1959–1965).
1957 kam er zu den Bayreuther Festspielen, wo er u. a. den Walther von Stolzing in den Meistersingern von Nürnberg sang.
Weitere Gastspiele führten ihn 1954–1955 an die Staatsoper Berlin, 1957 an das Royal Opera House Covent Garden in London, 1963 an das Theater von Graz, 1969 als Tristan an die Oper von Lüttich und 1962 als Bacchus in Ariadne auf Naxos zu den Maifestspielen Wiesbaden.
Seine Rollenspektrum umfasste u. a. Belmonte (Die Entführung aus dem Serail), Erik (Der fliegende Holländer), Siegmund (Die Walküre), Walther von Stolzing (Die Meistersinger von Nürnberg), Kaiser (Die Frau ohne Schatten), die Titelrolle in Otello, Grieux in Puccinis Manon Lescaut, Rodolfo (La Bohème) und José (Carmen).
In den 1970er-Jahren hatte er eine Professur an der Musikhochschule Berlin inne.

## Theater
- 1951: Carl Maria von Weber: Der Freischütz (Max) – Regie: Walter Felsenstein (Komische Oper Berlin)
- 1954: Wolfgang Amadeus Mozart: Die Entführung aus dem Serail (Belmonte) – Regie: Carl-Heinrich Kreith (Deutsche Staatsoper Berlin)

## Diskografie
- Bach: Messe in h-Moll (Tenorpart) – Sinfonieorchester des Nordwestdeutschen Rundfunks Hamburg – Hans Schmidt-Isserstedt
- Beethoven: 9. Sinfonie (Tenorpart) – Philharmonisches Staatsorchester Hamburg – Artur Rother
- Händel: Julius Caesar (Sesto) – Sinfonieorchester des Norddeutschen Rundfunks Hamburg – Hans Schmidt-Isserstedt
- Leoncavallo: Der Bajazzo (Beppo) – Sinfonieorchester des Norddeutschen Rundfunks Hamburg – Wilhelm Schüchter
- Mozart: Bastien und Bastienne (Bastien) – Sinfonieorchester des Norddeutschen Rundfunks Hamburg – Walter Martin
- Verdi: Macbeth (Macduff) – WDR Sinfonieorchester – Richard Kraus
- Wagner: Die Meistersinger von Nürnberg (Stolzing) – Bayreuther Festspiele 1957 – André Cluytens
- Wagner: Tristan und Isolde (Seemann) – Bayreuther Festspiele 1957 – Wolfgang Sawallisch
- Wagner: Tristan und Isolde (Seemann) – Sinfonieorchester des Norddeutschen Rundfunks Hamburg – Hans Schmidt-Isserstedt